# Jack Goody

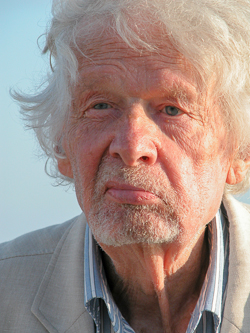
Jack Goody, 2009

Sir John Rankine „Jack“ Goody (* 27. Juli 1919 in Hammersmith, London Borough of Hammersmith and Fulham; † 16. Juli 2015 in Cambridge) war ein britischer Ethnologe, Anthropologe und Medientheoretiker.

## Leben und Wirken
Jack Goody wurde 1919 als ältester Sohn von Harold Ernest Goody (1885–1969) aus London Borough of Hammersmith and Fulham
und dessen aus Schottland (Turriff, Aberdeenshire) stammender Ehefrau Lilian (geb. Rankine) (1885–1962) im Londoner Stadtteil Hammersmith (London Borough of Hammersmith and Fulham) geboren.
Der Vater arbeitete zunächst als Elektriker, dann als Journalist und schließlich als Manager einer Londoner Werbeagentur.
Jack Goody wuchs mit seinem jüngeren Bruder Richard (* 1921) in Welwyn Garden City in Hertfordshire und Saint Albans ca. 35 km nördlich von London auf. (Ein weiterer, ebenfalls jüngerer Bruder, der 1924 geborene Hugh, verstarb bereits 1928 im Alter von vier Jahren).
Ab 1930 besuchte er die St Albans School. 1938 nahm er am St. John’s College in Cambridge das Studium der englischen Literatur auf. In dieser Zeit machte er die Bekanntschaft mehrerer Links-Intellektueller wie Eric Hobsbawm, Raymond Williams und Edward P. Thompson.
Der Ausbruch des Zweiten Weltkriegs 1939 und sein Eintritt in die britische Armee erzwangen den Abbruch seines Studiums. Goody wurde zunächst auf Zypern stationiert, dann in Nordafrika eingesetzt. Im Jahr 1942 geriet er bei Tobruk in deutsche Gefangenschaft und musste die nächsten drei Jahre in Kriegsgefangenenlagern in Nordafrika, Italien (Chieti) und Deutschland verbringen. Im Verlauf seiner Gefangenschaft in Italien gelang es ihm zweimal, aus dem Lager zu fliehen. Für einige Zeit tauchte er bei Bauern in den Abruzzen, dann in Rom unter, wurde aber beide Male wieder von den Deutschen gefasst.
Während seiner Gefangenschaft in deutschen Lagern (zunächst Eichstätt – Oflag VII B, dann Moosburg – Stalag VII A), die über eigene Bibliotheken verfügten, fielen ihm zwei Bücher in die Hände, die für die Ausrichtung seines späteren wissenschaftlichen Schaffens von großem Einfluss sein sollten: The Golden Bough (dt.: Der goldene Zweig), verfasst vom Ethno- und Anthropologen James George Frazer, sowie What Happened in History? (dt.: Stufen der Kultur. Von der Urzeit zur Antike), eine 1942 publizierte Arbeit des Archäologen Vere Gordon Childe.
Nach dem Ende des Zweiten Weltkriegs arbeitete er für kurze Zeit in der Erwachsenenbildung, nahm aber 1946 sein abgebrochenes Studium wieder auf und machte nach nur vier Monaten seinen BA in englischer Literatur. Danach wechselte er zur Fakultät für Archäologie und Anthropologie, wo er u. a. von Meyer Fortes unterrichtet wurde.
1947 machte er ein Diplom in Anthropologie. 1952 ergänzte er dies mit dem BLitt (Bachelor of Letters) am Balliol College.
Ein Stipendium des (1944 gegründeten) Colonial Social Science Research Council (CSSRC) ermöglichte ihm, nach Cambridge an das St. John’s College zurückzukehren, um hier 1954 seinen Ph.D. in Anthropologie zu machen. Das Thema der Dissertation war The Ethnography of the Northern Territories of the Gold Coast, West of the White Volta. Die Arbeit wurde von Meyer Fortes und Edward E. Evans-Pritchard betreut.
Anschließend unternahm er Feldstudien in Nord-Ghana mit den LoWiili- und LoDagaa-Völkern.
Goody arbeitete an Vergleichsstudien zwischen Europa, Afrika und Asien. Von 1954 bis 1984 unterrichtete er Sozialanthropologie an der Universität Cambridge, ab 1961 unterrichtete er am St. John’s College dort, nahm in den 1960er Jahren eine Professur in Ghana an und hatte von 1973 bis 1984 die William-Wyse-Professur für Sozialanthropologie inne. 1976 wurde Goody Fellow der British Academy und auch von Königin Elisabeth II. zum Ritter geschlagen. 1987 gab er Luce-Vorlesungen an der Yale University.
Goody hat in der vergleichenden Anthropologie der Alphabetisierung Pionierarbeit geleistet und die Voraussetzungen und Wirkungen der Schreibarten als eine Technologie untersucht. Er hat aber auch über die Geschichte der Familie und der Anthropologie der Vererbung veröffentlicht. In seiner späteren Schaffensphase schrieb er über die Anthropologie von Blumen und Lebensmittel. Er veröffentlichte zahlreiche einflussreiche Publikationen zur Schriftkultur, zur Geschichte der Familie und zu Ritualen. Goody gilt als einer der bekanntesten englischsprachigen Kulturwissenschaftler.
Goody war seit 1946 in erster Ehe mit Joan Wright verheiratet. Er heiratete in zweiter Ehe 1956 Esther Newcomb, die älteste Tochter des renommierten Sozialpsychologen Theodore M(ead) Newcomb (1903–1984). Esther Newcomb war auch Anthropologin/Ethnologin und veröffentlichte zahlreiche Werke in diesem Bereich. In dritter Ehe war er seit 2000 mit der Professorin für Psychoanalyse und Gender Studies Juliet Mitchell verheiratet. Aus der ersten Ehe gingen drei Kinder – Jeremy, Joanna und Jane – hervor, aus der zweiten Ehe die Töchter Mary und Rachel.

## Auszeichnungen
- 1976: Fellow der British Academy
- 1980: Mitglied der American Academy of Arts and Sciences
- 1991: Mitglied der Academia Europaea.[14]
- 1992: Anders-Retzius-Medaille der Schwedischen Gesellschaft für Anthropologie und Geographie
- 2004: Mitglied der National Academy of Sciences
- 2005: Knight Bachelor
- 2006: Commandeur des Arts et Lettres
- Ehrendoktorwürde der University of Kent, der University of Toronto, der Universität Metz, der Universität Paris-Nanterre und der Universität Malta

## Schriften
- 1954: The Ethnography of the Northern Territories of the Gold Coast, West of the White Volta. (Dissertation) London: Colonial Office
- 1956: The social organisation of the LoWiili (Colonial Research Studies 19), 2nd ed. 1976. London, published for the International African Institute by the Oxford University Press
- 1962: Death, Property and the Ancestors: A Study of the Mortuary Customs of the LoDagaa of West Africa. Stanford University Press, ISBN 0-422-98080-3)
- 1967: The Social Organisation of the LoWiili. Institute of African Studies, London
- 1969: Comparative Studies in Kinship. Stanford University Press
- 1971: Technology, Tradition, and the State in Africa. Oxford University Press
- 1972: The Myth of the Bagre. Oxford University Press, ISBN 0-19-815134-9)
- 1976: Family and Inheritance. (herausgegeben von J. Goody, J. Thirsk, E. P. Thompson), Cambridge.
- 1977: The Domestication of the Savage Mind. Cambridge University Press, ISBN 978-0-521-29242-9
- 1977: Production and Reproduction. A Comparative Study of the Domestic Domain. Cambridge University Press
- 1981: Literalität in traditionalen Gesellschaften. Frankfurt am Main (dt. Ausg. von Literacy in traditional society. Cambridge University Press 1968)
- 1982: Cooking, Cuisine and Class. A Study in Comparative Sociology. Cambridge University Press
- 1986: Die Entwicklung von Ehe und Familie in Europa. Reimer, ISBN 3-496-00827-X (dt. Ausgabe von The Development of the family and marriage in Europe. Cambridge University Press, 1983)
- 1987: The Interface between the Written and the Oral. Cambridge University Press, ISBN 978-0-521-33268-2
- 1990: Die Logik der Schrift und die Organisation von Gesellschaft. Frankfurt am Main: Suhrkamp. ISBN 3-518-58061-2 (dt. Ausg. von The Logic of Writing and the Organization of Society. Cambridge University Press 1986)
- 1990: The Oriental, the Ancient and the Primitive. Cambridge University Press
- 1990: Systems of Marriage and the Family in the Pre-Industrial Societies of Eurasia (Studies in Literacy, the Family, Culture and the State). Cambridge University Press ISBN 0-521-36761-1
- 1993: The Culture of Flowers. Cambridge University Press
- 1995: The Expansive Moment. The Rise of Social Anthropology in Britain and Africa 1918–1970. Cambridge University Press
- 1996: The East in the West. Cambridge University Press
- 1997: Representations and Contradictions. Ambivalence Towards Images/ Theatre/ Fiction/ Relics and Sexuality. Blackwell Publishers
- 1998: Die Entwicklung von Ehe und Familie in Europa. Frankfurt am Main: Suhrkamp. ISBN 3-518-28381-2 (dt. Ausgabe von The Development of the family and marriage in Europe. Cambridge University Press, 1994)
- 1998: Food and Love. A Cultural History of East and West. Verso
- 1998: Literalität in traditionalen Gesellschaften. Suhrkamp, Frankfurt am Main, ISBN 3-518-57504-X
- 1999: The European Family (Making of Europe Series). Blackwell Publishers
- 2000: The Power of the Written Tradition. Smithsonian Institution Press
- 2002: Geschichte der Familie. C. H. Beck, München, ISBN 3-406-48439-5 (Rezension als PDF-Datei)
- 2003: Entstehung und Folgen der Schriftkultur. Suhrkamp, Frankfurt am Main, ISBN 3-518-28200-X (mit Ian Watt und Kathleen Gough, dt. Ausgabe von The Logic of Writing and the Organization of Society; ein Auszug aus dem Sammelband Literalität in traditionalen Gesellschaften von 1968 mit einer Einleitung von Heinz Schlaffer)
- 2004: Capitalism and Modernity. Polity Press
- 2004: Islam in Europe. Polity Press